# Chamaedorea cataractarum
Chamaedorea cataractarum är en enhjärtbladig växtart som beskrevs av Carl Friedrich Philipp von Martius. Chamaedorea cataractarum ingår i släktet Chamaedorea och familjen Arecaceae. Inga underarter finns listade i Catalogue of Life.

## Bildgalleri

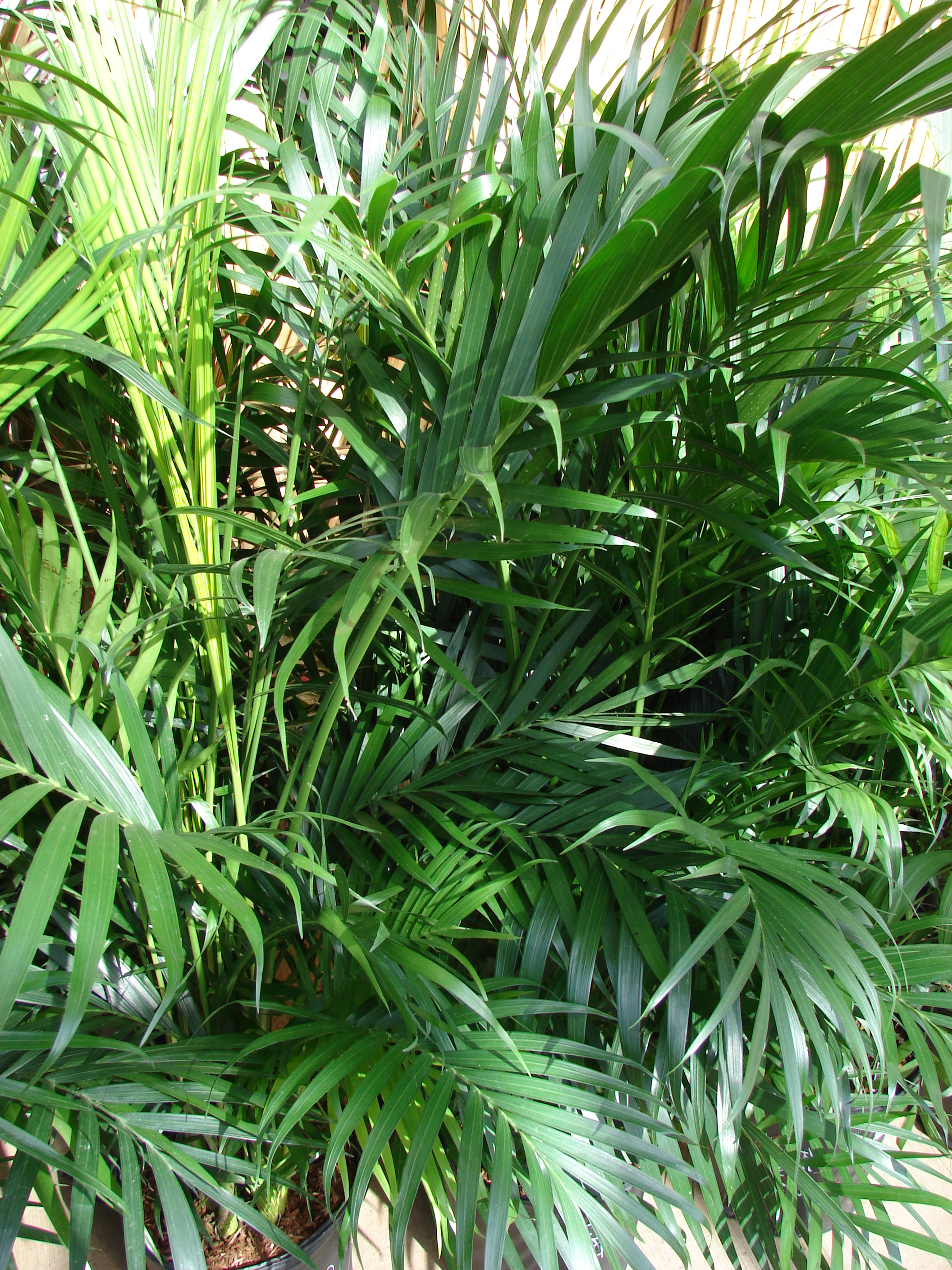